# Zindagi Na Milegi Dobara
Pour plus de détails, voir Fiche technique et Distribution.
Zindagi Na Milegi Dobara est un road movie indien de 2011 réalisé par Zoya Akhtar. Interprété par Abhay Deol, Farhan Akhtar et Hrithik Roshan entourés de Katrina Kaif et Kalki Koechlin, il relate les tribulations de trois jeunes hommes qui parcourent l'Espagne à la recherche de sensations fortes et y trouvent un sens à leur vie. Le film dont le titre peut se traduire par « On ne vit qu'une seule fois », reçoit de bonnes critiques, devient l'un des succès du box office de 2011 et triomphe lors des cérémonies de remise de prix, recevant le prestigieux Filmfare Award du meilleur film.

## Synopsis
Imraan, Kabir et Arjun, amis depuis l'enfance, partent en voyage en Espagne où tour à tour ils choisissent un sport extrême que tous trois s'engagent à pratiquer quel qu'il soit. Chacun a des motivations différentes pour s'engager dans ce périple. Kabir, fils d'un riche promoteur immobilier, qui vient de se fiancer à Natasha, souhaite faire une pause avant de s'engager définitivement. Imraan, le rigolo de la bande, est rédacteur publicitaire et secrètement poète. Il veut retrouver son père qu'il n'a jamais vu et dont il sait uniquement que c'est un artiste installé en Espagne. Quant à Arjun, trader et travailleur acharné qui rêve de faire fortune avant 40 ans pour vivre de ses rentes, il ne suit ses amis qu'à contre cœur.
Les trois jeunes hommes se retrouvent sur la Costa Brava où ils font la connaissance d'une ravissante anglo indienne, Laila. Celle-ci est monitrice de plongée sous-marine, sport choisi par Kabir au grand dam d'Arjun que l'eau terrifie. Il faut toute la patience et le charme de Laila pour qu'Arjun parvienne à vaincre sa peur. Les quatre jeunes gens se rendent ensuite à Buñol où ils participent à la Tomatina, joyeuse bagarre de tomates, et rencontrent Nuria qui n'est pas insensible à Imraan. C'est alors qu'arrive Natasha dont les doutes sur la fidélité de Kabir provoquent une violente querelle entre les deux fiancés tandis qu'au moment de se séparer, Arjun et Laila s'avouent leur amour et échangent un baiser passionné. Le trio part ensuite pour Séville pour y faire du parachutisme selon le choix d'Arjun, mettant Imraan à dure épreuve car il souffre de vertige. À la suite d'une farce qui tourne mal, ils sont tous trois emprisonnés et ne doivent leur libération qu'à l'intervention de Salman Habib, le père d'Imraan, qui explique à son fils les raisons de son abandon.
Le périple des trois jeunes gens touche à sa fin à Pampelune où, avant de prendre part à la course de taureaux des fêtes de San Fermín, chacun des amis prend un engagement qu'il devra tenir s'il s'en sort indemne : Kabir promet de dire à Natasha qu'il n'est pas encore prêt pour le mariage, Imraan s'engage à publier ses poèmes et Arjun s'installera au Maroc avec Laila. Ils signifient ainsi qu'au cours de ces trois semaines, les rencontres effectuées et les aventures qui les ont obligés à se surpasser leur ont appris à mieux se comprendre les uns les autres et surtout à mieux se connaitre eux-mêmes et savoir ce qui leur importe.

## Fiche technique
- Titre : Zindagi Na Milegi Dobara
- Titre original en hindi : ज़िन्दगी ना मिलेगी दोबारा
- Réalisateur : Zoya Akhtar
- Scénario : Reema Kagti et Zoya Akhtar
- Musique : Shankar–Ehsaan–Loy
- Parolier : Javed Akhtar
- Chorégraphie : Bosco Martis, Caesar Gonsalves et Vaibhavi Merchant
- Direction artistique : Suzanne Caplan Merwanji
- Photographie : Carlos Catalan
- Montage : Anand Subaya
- Cascades et combats : Guiomar Alonso
- Production : Ritesh Sidhwani et Farhan Akhtar (Excel Entertainment)
- Langue : hindi
- Pays d'origine : Inde
- Date de sortie : 15 juillet 2011
- Format : Couleurs
- Genre : road movie, aventure
- Durée : 154 minutes

## Distribution
- Farhan Akhtar : Imraan
- Abhay Deol : Kabir
- Hrithik Roshan : Arjun
- Katrina Kaif : Laila
- Kalki Koechlin : Natasha
- Naseeruddin Shah : Salman Habib, père d'Imraan
- Ariadna Cabrol : Nuria
- Deepti Naval : Rahila, mère d'Imraan

## Musique
Le film comporte neuf chansons, dont deux remix, composées par Shankar–Ehsaan–Loy sur des paroles de Javed Akhtar et chorégraphiées par Bosco Martis, Caesar Gonsalves et Vaibhavi Merchant. La chanson d'inspiration flamenco, Señorita, est interprétée par une chanteuse espagnole, Maria Del Mar Fernandez, accompagnée par les trois acteurs principaux, Abhay Deol, Farhan Akhtar et Hrithik Roshan. 
Le cd de la bande originale, produit par T-Series, est sorti le 3 juin 2011.
- Der Lagi Lekin - Shankar Mahadevan (5:57)
- Dil Dhadakne Do - Joi Barua, Suraj Jagan, Shankar Mahadevan (3:51)
- Ik Junoon - Vishal Dadlani, Shankar Mahadevan, Ehsaan Noorani, Gulraj Singh, Alyssa Mendonsa (5:00)
- Ik Junoon - Remix - Vishal Dadlani, Shankar Mahadevan, Ehsaan Noorani, Gulraj Singh, Alyssa Mendonsa (4:04)
- Khaabon Ke Parinday - Alyssa Mendonsa, Mohit Chauhan (4:13)
- Senorita - Farhan Akhtar, Hrithik Roshan, Abhay Deol, Maria Del Mar Fernandez (3:51)
- Senorita - Remix - Farhan Akhtar, Hrithik Roshan, Abhay Deol, Maria Del Mar Fernandez (4:23)
- Sooraj Ki Baahon Mein - Dominique Cerejo, Clinton Cerejo, Loy Mendonsa (3:25)
- Toh Zinda Ho Tum - Farhan Akhtar (1:44)

## Récompenses
Filmfare Awards 2012
Meilleur film (prix du public et prix des critiques)

Meilleure réalisatrice : Zoya Akhtar

Meilleur acteur dans un second rôle : Farhan Akhtar

Meilleurs dialogues : Farhan Akhtar

Meilleure photographie : Carlos Catalan

Meilleure chorégraphie : Bosco-Caesar (en) pour Senorita
Star Screen Awards
Meilleure distribution d'ensemble : Abhay Deol, Farhan Akhtar, Hrithik Roshan, Katrina Kaif et Kalki Koechlin

Meilleurs dialogues : Javed et Farhan Akhtar

Meilleure chorégraphie : Bosco-Caesar (en) pour Senorita
Zee Cine Awards
Meilleur acteur dans un second rôle : Farhan Akhtar

Meilleure histoire : Zoya Akhtar et Reema Kagti

Meilleure photographie : Carlos Catalan
Stardust Awards
Meilleur acteur : Hrithik Roshan